# A Classical
《A Classical》（A 古典精選）是日本歌手濱崎步的古典混音專輯，同時是15週年連續發行計畫的第三項，本作於2013年1月8日發行，至2013年4月8日濱崎步出道15週年為止，每一個月會發行另外一張作品，共計五作。

## 說明
- 為了迎接即將到來的出道15週年，她宣布了一連五個月的發行計畫為其揭開序幕，《A Classical》是這個活動的第三彈，其餘的作品都會在每個月的8日發行，直到15週年4月8日出道紀念前一個月結束。
- 繼《MY STORY Classical》之後，再次推出以古典音樂方式重新編曲、演奏的混音專輯。
- 本作的封面是15週年五連發第一彈《LOVE》的封面的鉛繪版本。

## 收錄歌曲
1. M
2. Love song
3. SEASONS
4. You & Me
5. BLUE BIRD
6. Days
7. Voyage
8. Song 4 u
9. Missing
10. Dearest

## 統計
| 榜單                            | 最高排名 | 銷量   | 在榜時數 |
| ------------------------------- | -------- | ------ | -------- |
| Oricon日間專輯榜 (2013年1月7日) | 1        | 10,825 | 7週      |
| Oricon週間專輯榜                | 1        | 25,049 | 7週      |
| Oricon月間專輯榜 (2013年1月)    | 20       | 31,099 | 7週      |
| Oricon年間專輯榜                |          |        | 7週      |
| Oricon累積銷量                  | —        | 33,017 | 7週      |